# Reinhard Schneider
Reinhard Schneider (Magonza, 1º maggio 1968) è un dirigente d'azienda tedesco, amministratore delegato dell’azienda a conduzione familiare di Magonza Werner & Mertz, nota soprattutto per il marchio Frosch.
In tale veste ha potenziato la strategia aziendale volta alla sostenibilità e promuove attivamente il maggior impegno dei soggetti economici nella tutela del clima e dell’ambiente. Nel 2019 Schneider ha ottenuto il riconoscimento del Premio tedesco per l’Ambiente Deutscher Umweltpreis.

## Biografia
Schneider ha studiato economia aziendale con indirizzo commerciale presso l'Università di San Gallo in Svizzera. Dopo gli studi, Schneider ha lavorato nel dipartimento Marketing di diverse aziende. In veste di successore dei fondatori della Werner & Mertz, dal 1992 è stato membro del Consiglio di Sorveglianza. Nel 2000 è diventato presidente del Consiglio di direzione nonché direttore del ramo Beni di consumo. Schneider è titolare dell’azienda.
In veste di Amministratore delegato Schneider ha dato l’impronta alla politica sostenibile della Werner & Mertz. In tale contesto ha disposto la progettazione di nuovi edifici aziendali (tra cui la sede centrale) secondo criteri ecologici e avviato inoltre, nel quadro dell’iniziativa “Tensioattivi domestici”, la graduale sostituzione della percentuale di olio di palmisto contenuto nei detergenti con oli vegetali di coltivazione europea.
Ha acquisito inoltre una certa celebrità grazie alle misure volte alla riduzione dei rifiuti di plastica e delle emissioni di CO2 attraverso l’impiego di plastica riciclata nella produzione dei recipienti. A tale scopo, insieme a partner dell’industria e del settore di gestione dei rifiuti e a organizzazioni ambientaliste, nel 2012 ha dato vita all’iniziativa Recyclatt. Attivo in tal senso anche a livello politico, Schneider è fautore di un’imposta sulla plastica vergine. Promuove pubblicamente l’impegno del mondo economico per la tutela ambientale.
Inoltre, Schneider è membro del Presidium dell'Autorità tedesca per la concorrenza e, dal marzo 2022, membro del neonato Zukunftsrat Nachhaltige Entwicklung Rheinland-Pfalz.

## Premi e riconoscimenti

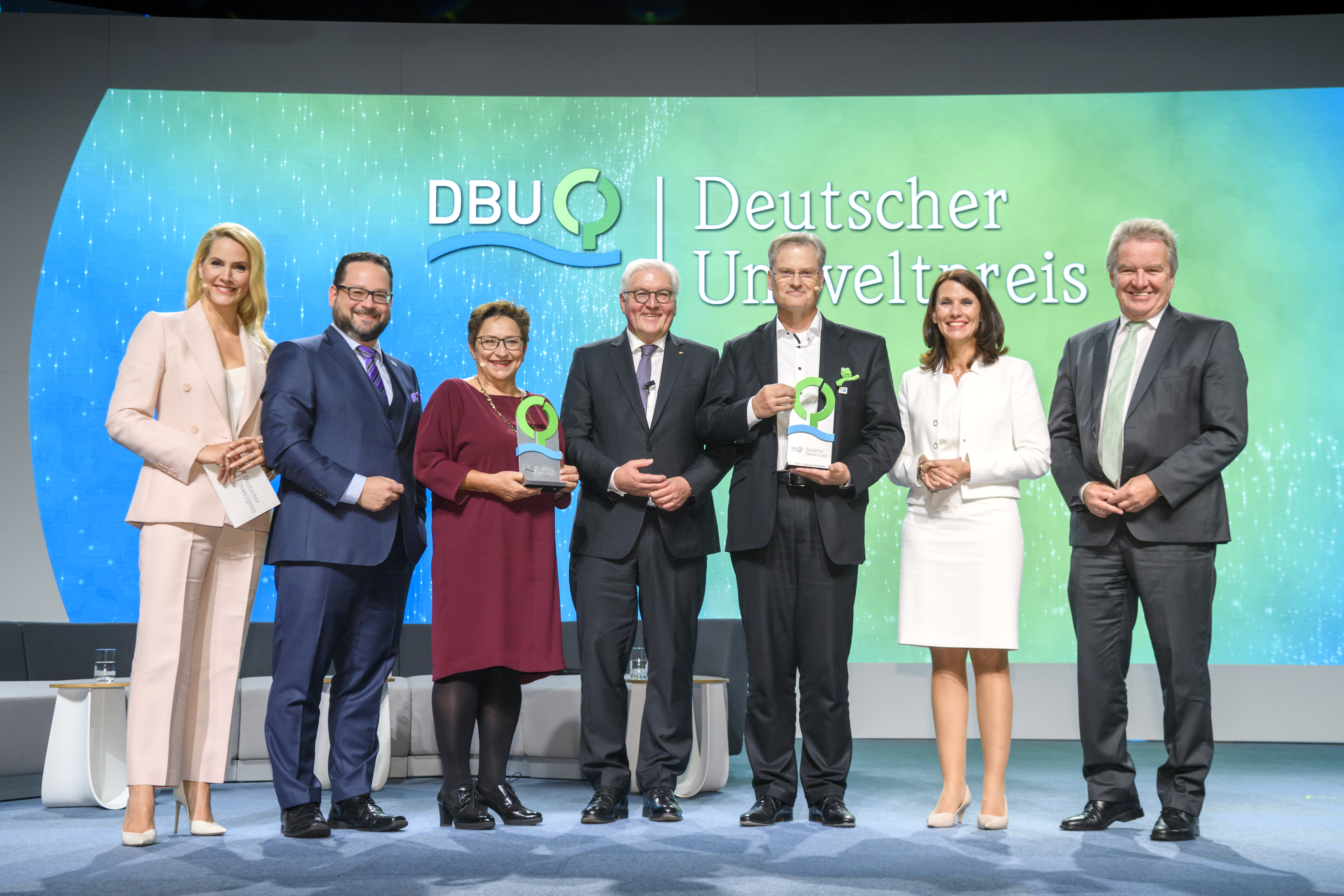
Premio Tedesco per l’Ambiente 2019

Schneider è stato più volte premiato per la politica sostenibile adottata da Werner & Mertz, in particolare per l’iniziativa Recyclatt. Il più prestigioso tra i riconoscimenti è stato il Premio tedesco per l’Ambiente, nel 2019. In occasione della premiazione, il Presidente federale tedesco Frank-Walter Steinmeier ha motivato il riconoscimento a Schneider con il suo ruolo di precursore nel mondo dell’economia. Schneider “ha agito da imprenditore responsabile [...], prima che molti altri si attivassero” così il Presidente Steinmeier, e dimostrato che “tutela dell’ambiente e imprenditoria non sono in contraddizione”. Il riconoscimento della fondazione tedesca per l’Ambiente Deutsche Bundesstiftung Umwelt è stato motivato con” l’introduzione in un settore ecologicamente complesso” di “prodotti ecocompatibili a prova di un mercato di massa”.
Nel settembre 2021, Schneider ha ricevuto il Premio d'Onore Trigos in Austria per il suo impegno imprenditoriale a favore dell'economia circolare e della sostenibilità.